# Chiroptères du Morbihan
Chiroptères du Morbihan este o arie protejată (sit de importanță comunitară — SCI) din Franța întinsă pe o suprafață de 2,39 ha, integral pe uscat.

## Localizare
Centrul sitului Chiroptères du Morbihan este situat la coordonatele 47°42′14″N 2°39′18″W / 47.70389°N 2.655°V.

## Înființare
Situl Chiroptères du Morbihan a fost declarat arie specială de conservare în baza directivei 92/43 din 1992 referitoare la conservarea habitatelor naturale și a faunei și florei sălbatice pentru a proteja 7 specii de animale.

## Biodiversitate
Situată în ecoregiunea atlantică, aria protejată nu include niciun habitat protejat.
La baza desemnării sitului se află mai multe specii protejate de  mamifere (7): liliac cârn (Barbastella barbastellus), liliac cu aripi lungi (Miniopterus schreibersii), liliac cu urechi mari (Myotis bechsteinii), liliac cărămiziu (Myotis emarginatus), liliac comun (Myotis myotis), liliacul mare cu potcoavă (Rhinolophus ferrumequinum), liliacul mic cu potcoavă (Rhinolophus hipposideros).